# Вишневе (Кам'янець-Подільський район)
Вишне́ве (до 2016 р. — Ленінське) — село в Україні, у Чемеровецькій селищній громаді Кам'янець-Подільського району Хмельницької області.

## Назва
На підставі постанови Верховної Ради України від 17.03.2016 року село «Ленінське» перейменовано на село Вишневе. Нова назва взята від плодового дерева — вишні.

## Географія
Вишневе розкинулось на північ від села Чагарівка. Біля села бере початок річка Рудка.

### Клімат
Село знаходяться в межах вологого континентального клімату із теплим літом.

## Історія
1926 року 60 жителів села Сокиринці виселились зі села та заснували хутір Ленінське (тепер Вишневе).
Найбільш ймовірно хутір був офіційно включений у реєстр поселень аж 1931 року.
У 1932–1933 селяни хутора пережили жахливі події — Голодомор.
З 1991 року в складі незалежної України.
15 вересня 2016 року шляхом об'єднання сільських територіальних громад, село увійшло до складу Чемеровецької селищної громади, до цього органом місцевого самоврядування була Сокиринецька сільська рада.
До адміністративної реформи 19 липня 2020 року село належало до Чемеровецького району, після його ліквідації, увійшло до складу Кам'янець-Подільського району.

## Населення
Населення становить 151 особу на 2001 рік.

### Мова
У селі поширені західноподільська говірка та південноподільська говірка, що відносяться до подільського говору, який належить до південно-західного наріччя.

## Природоохоронні території
Село лежить у межах національного природного парку «Подільські Товтри».

## Галерея

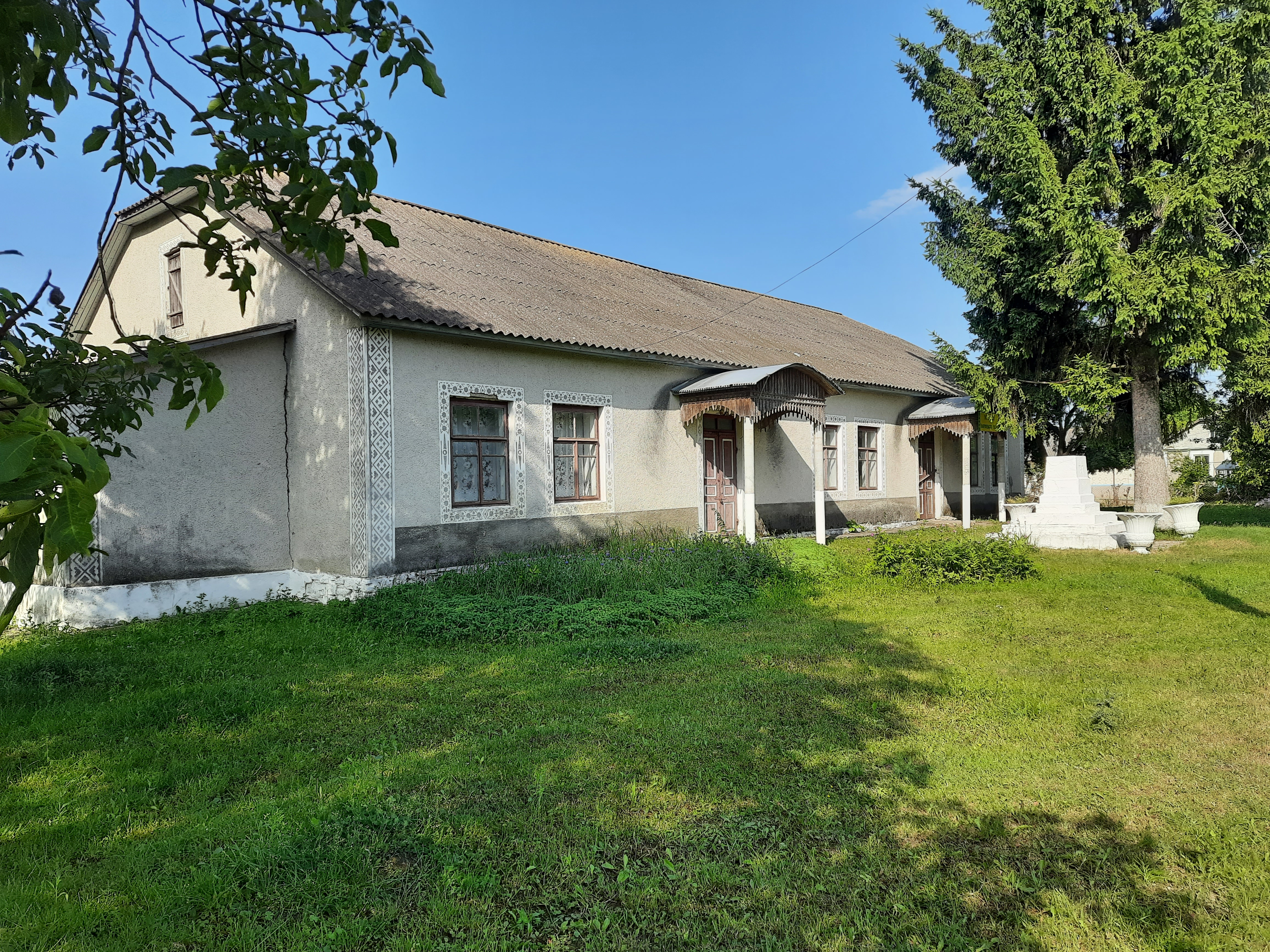
Клуб, крамниця
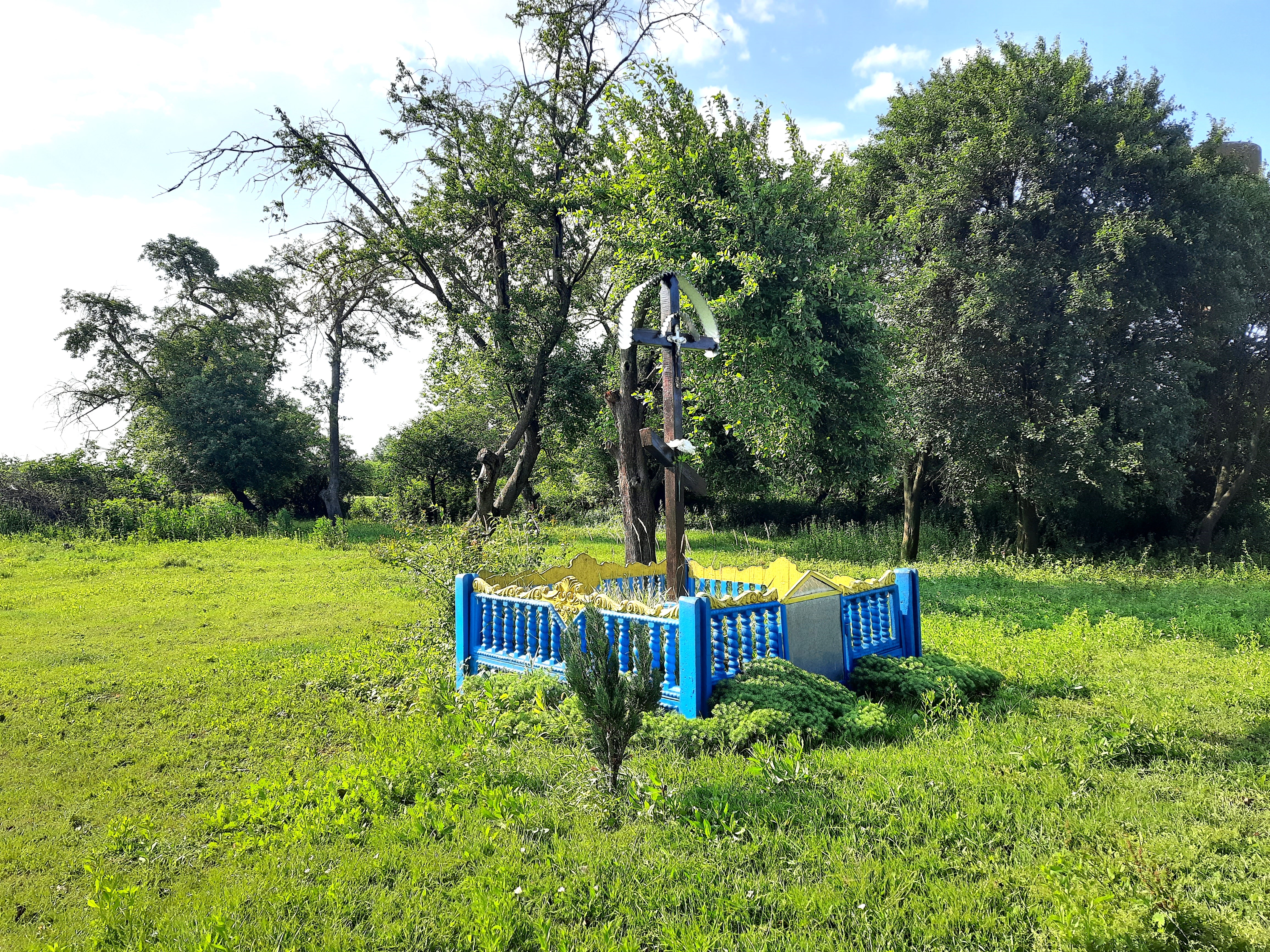
Пам'ятний хрест
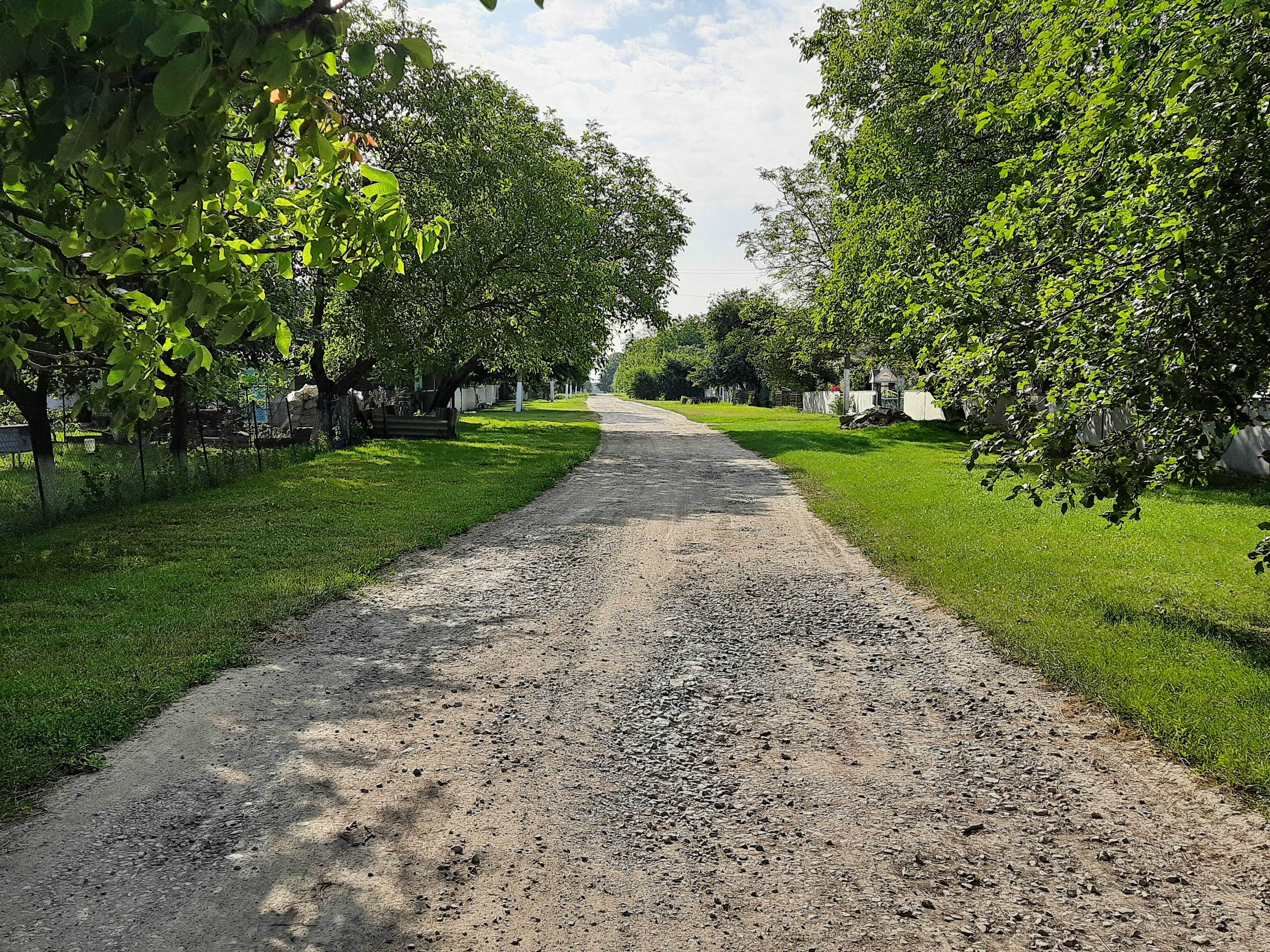
Сільська вулиця
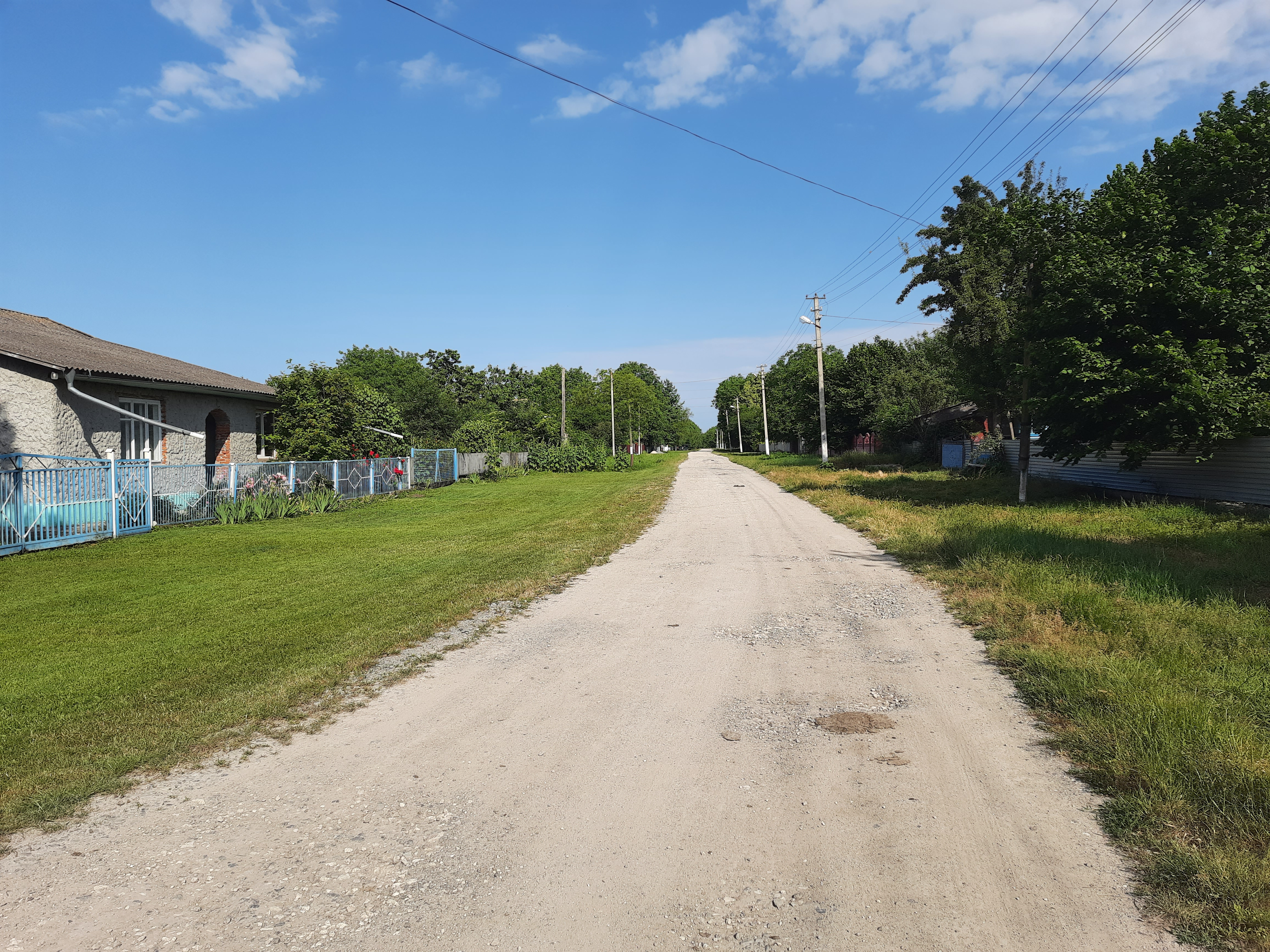
Сільська вулиця
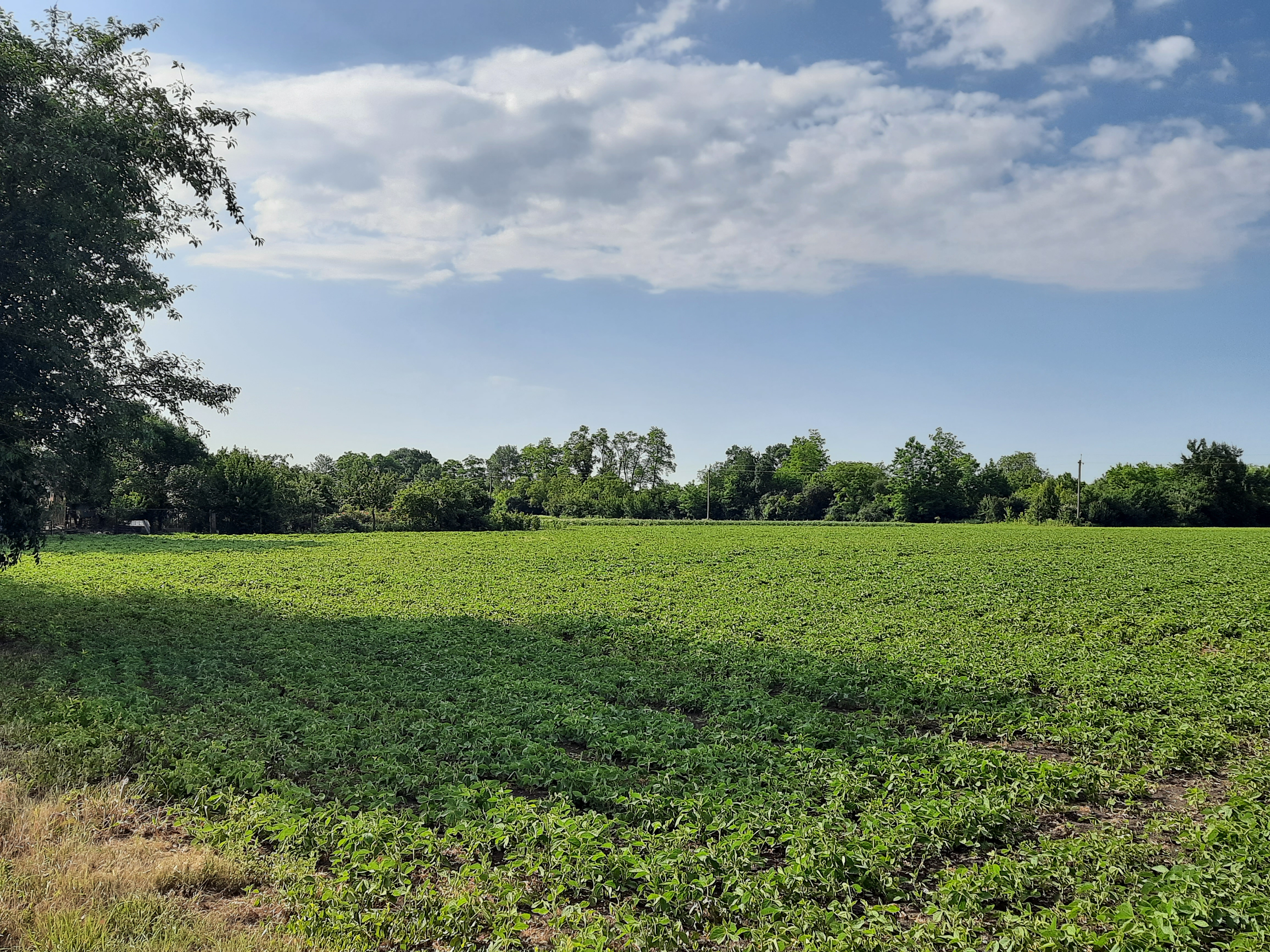
Околиця села